# John W. Cranford

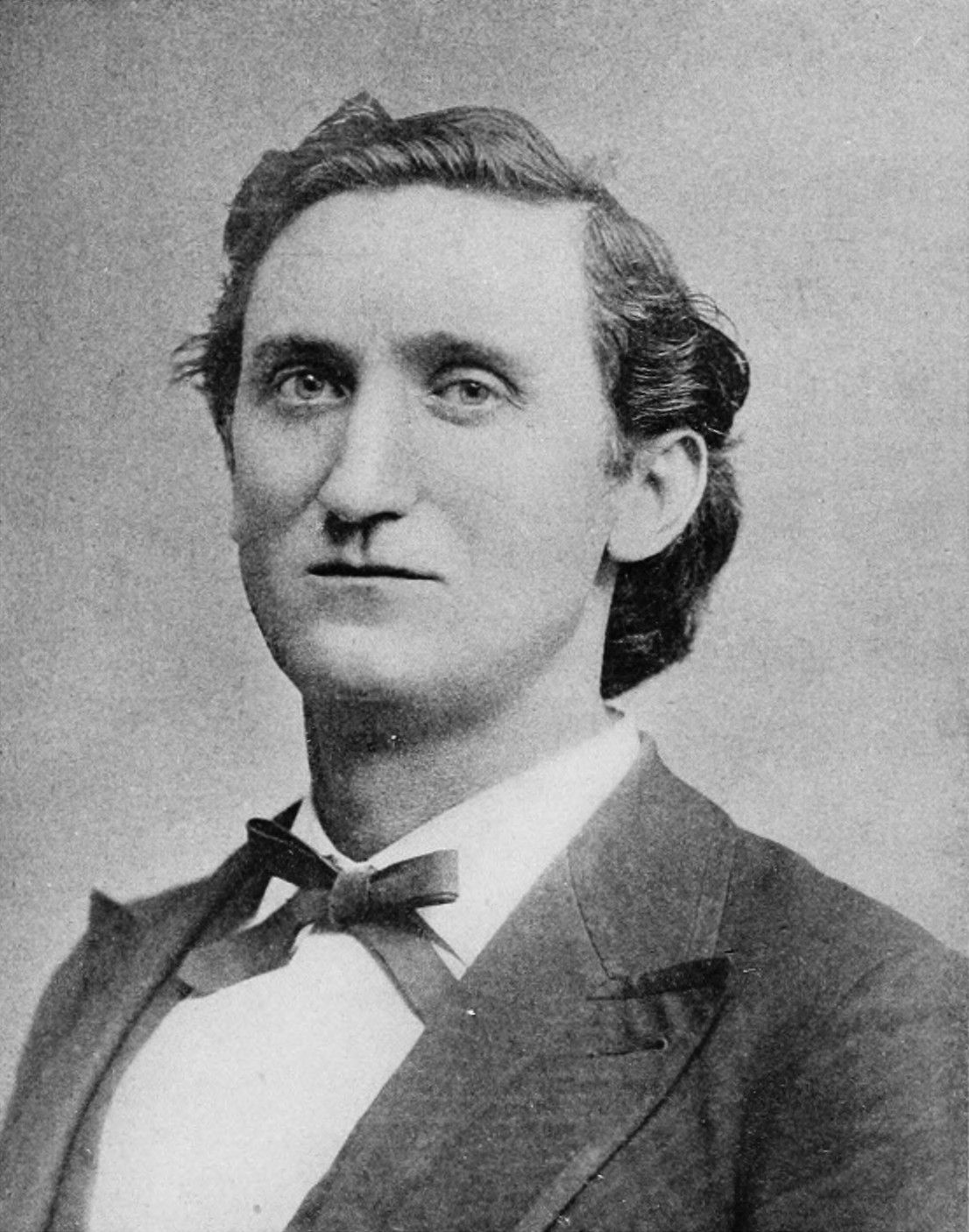
John W. Cranford, 1899

John Walter Cranford (* Juli 1859 bei Grove Hill, Clarke County, Alabama; † 3. März 1899 in Washington, D.C.) war ein US-amerikanischer Politiker. Zwischen 1897 und 1899 vertrat er den Bundesstaat Texas im US-Repräsentantenhaus.

## Werdegang
John Cranford besuchte die öffentlichen Schulen seiner Heimat. Zeitweise wurde er auch privat unterrichtet. Um das Jahr 1880 zog er nach Texas, wo er sich in Sulphur Springs niederließ. Nach einem Jurastudium und seiner Berufszulassung war er als Rechtsanwalt tätig. Gleichzeitig schlug er als Mitglied der Demokratischen Partei eine politische Laufbahn ein. Zwischen 1888 und 1896 saß er im Senat von Texas, dessen Präsident er zwischenzeitlich war.
Bei den Kongresswahlen des Jahres 1896 wurde Cranford im vierten Wahlbezirk von Texas in das US-Repräsentantenhaus in Washington gewählt, wo er am 4. März 1897 die Nachfolge des nicht mehr kandidierenden David B. Culberson antrat. Dieses Mandat konnte er bis zu seinem Tod am 3. März 1899 ausüben. An diesem Tag endete auch die Legislaturperiode. In seine Zeit als Kongressabgeordneter fiel der Spanisch-Amerikanische Krieg von 1898.